# Jean-Pierre Solié

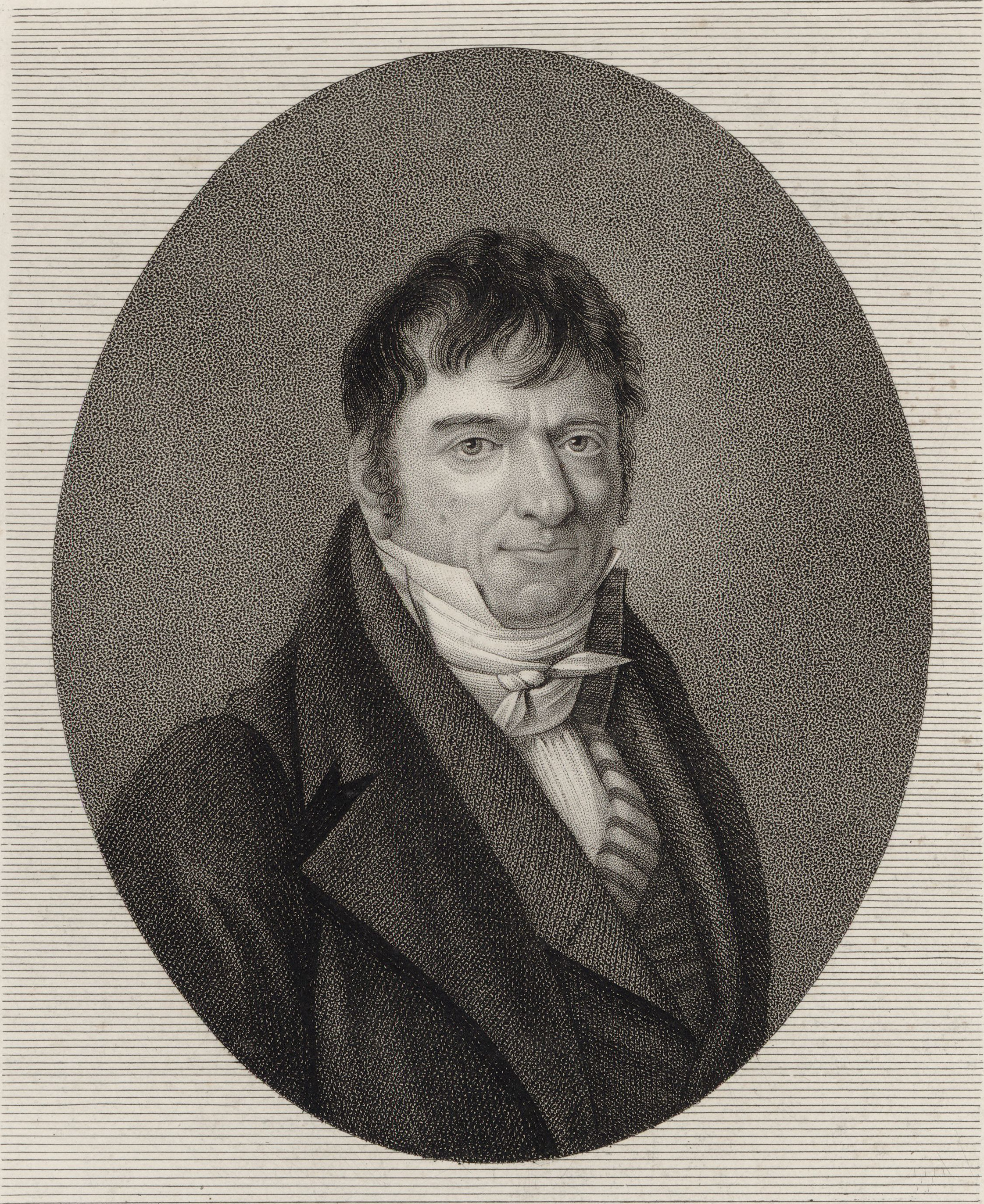
Jean-Pierre Solié

Jean-Pierre Solié (auch Soulier, Solier oder Sollié; * 1755 in Nîmes; † 6. August 1812 in Paris) war ein französischer Cellist, Opernsänger (Bariton) und Komponist.

## Leben
Als Sohn eines Cellisten lernte er dieses Instrument und die Gitarre zu spielen, außerdem wirkte er als Sängerknabe. Solié begann als Tenorist, wechselte dann jedoch in die Baritonlage. Zumeist sang er an der Opéra-Comique in Paris. Er wurde auch ein profilierter Komponist, der in erster Linie einaktige Opéra comiques schrieb.
Als Erwachsener trat er in Opern von Grétry und Monsigny auf, anschließend wirkte er beispielsweise in Opern seines Kollegen Méhul. Als Komponist einer Oper trat er erstmals 1783 in Erscheinung und setzte die erfolgreich begonnene Karriere fort. 